# Π - Il teorema del delirio
π - Il teorema del delirio (π o Pi) è un film del 1998 diretto da Darren Aronofsky, e interpretato da Sean Gullette.
Pellicola indipendente a basso costo che approda a temi metafisici partendo da un presupposto razionale, il film è caratterizzato dall'impiego di camere a spalla, di pellicole bianco e nero dal contrasto e dalla grana molto spinti e dal montaggio ipercinetico. L'atmosfera alienante è enfatizzata dalla colonna sonora in cui figurano Orbital, GusGus, Clint Mansell, Aphex Twin, Massive Attack e Spacetime Continuum. Il film ha vinto il premio alla regia al Sundance Film Festival del 1998 e ha ottenuto numerosi riconoscimenti a livello internazionale.

## Trama
Maximillian Cohen, matematico geniale quanto eccentrico, soffre di continue emicranie causate dall'aver guardato direttamente il sole a 6 anni e, per ridurre il dolore, è costretto a fare un uso massiccio di analgesici. Uomo solitario, vive quasi in reclusione nel suo appartamento-laboratorio e il suo unico amico è il suo vecchio docente universitario Sol Robeson, costretto su una sedia a rotelle, col quale si diletta spesso in lunghe partite a go e discute animatamente di matematica. Max crede in alcuni principi che regolano la sua vita: la matematica è il linguaggio della natura; ogni cosa esistente può essere spiegata e rappresentata con i numeri; in qualsiasi situazione, se analizzata a fondo, emergono degli schemi.
Sulla base di tali principi, Max cerca di ottenere uno schema che gli permetta di predire le quotazioni della borsa. La sua ricerca lo porta a essere oggetto di pericolose attenzioni da parte di alcuni emissari di un'azienda quotata a Wall Street, la quale spera di speculare sulle eventuali scoperte di Max e che pertanto si spinge fino a sponsorizzarlo e minacciarlo per incentivare le sue ricerche. Il protagonista, inoltre, entra in contatto con un ebreo ortodosso studioso della Torah, che gli spiega come ad ogni lettera dell'alfabeto ebraico corrisponda un numero: a questo punto il misticismo cabalistico e le credenze ebraiche si fondono con ciò che Max, ebreo egli stesso, ritiene puro e razionale.
Quando finalmente Max sembra essere riuscito nella sua impresa, il suo computer si guasta irreparabilmente, non prima, però, di aver stampato una sequenza di 216 cifre. A questo punto ne parla con il suo amico Sol, che gli spiega di essersi già imbattuto in un caso del genere quando da giovane faceva ricerche sul pi greco; il suo consiglio tuttavia è di desistere da ulteriori ricerche, perché la sua sanità mentale è a rischio. Poco dopo Max viene rapito e condotto a forza al cospetto del rabbino Cohen, suo omonimo: questi, dapprima apparentemente benevolo, gli spiega che il vero nome di Dio altro non è che la traslitterazione della serie numerica da lui scoperta.
Quando Max dimostra di non volerne sapere, il rabbino si mostra per ciò che è veramente, ossia un uomo senza scrupoli disposto a tutto pur di avere quella serie, poiché il vero nome di Jahvé è un segreto sacerdotale andato perduto in seguito alla distruzione romana del Tempio di Gerusalemme. Max si ribella e intraprende una fuga delirante che lo conduce lontano dagli interessi economici e dalle speculazioni ortodosse. Fugge anche dalla sua stessa razionalità, giunta al punto da rendere irrazionale, paradossalmente, la sua stessa esistenza.
In seguito, dopo aver evidenziato con un pennarello una protuberanza che possiede poco sopra l'orecchio destro, prende un trapano e perfora proprio il punto evidenziato. Alla fine del film Max parla con la bambina che di solito gli proponeva calcoli complicati quando lo incontrava sulla soglia di casa sua: egli non riesce a calcolare una moltiplicazione e, forse proprio per questo, lo si vede finalmente sorridere. Il film si chiude con un altro quesito posto da parte della bambina, cioè la divisione tra 748 e 238, il cui risultato, non svelato, è proprio 3,14 (la frazione è uguale a pi greco solo per due decimali, anche perché essendo irrazionale non esistono due interi che divisi tra loro diano π).

## Accoglienza
L'accoglienza della critica per π - Il teorema del delirio è stata generalmente molto buona. Su Rotten Tomatoes il film ha ottenuto l'86% di gradimento, in base a un totale di 49 recensioni. Su Metacritic ha raggiunto un punteggio di 72 su 100 in base a 23 recensioni. π - Il teorema del delirio è stato definito il «film d'essai statunitense successo dell'anno».
Sean Gullette, che ha vissuto le riprese della pellicola come un'esperienza intensa, ha definito l'opera cinematografica «una storia di Faust digitale». Gullette e l'amico Darren Aronofsky, regista del film, hanno collaborato allo sviluppo del progetto, impiegando nove mesi. L'attore ha dichiarato: «Una delle cose legate al fatto che il regista sia un amico è che sa quali tasti premere».

## Colonna sonora
Clint Mansell è l'autore della colonna sonora, e appare nel film in un cameo, nei panni dello studente fotografo aggredito da Max.
1. Clint Mansell - πr²
2. Orbital - P.E.T.R.O.L.
3. Autechre - Kalpol Introl
4. Aphex Twin - Bucephalus Bouncing Ball
5. Roni Size - Watching Windows
6. Massive Attack - Angel
7. Clint Mansell - We Got The Gun
8. David Holmes - No Man's Land
9. GusGus - Anthem
10. Banco de Gaia - Drippy
11. Psilonaut - Third from the Sun
12. Spacetime Continuum - A Low Frequency Inversion Field
13. Clint Mansell - 2πr

## Riconoscimenti
- 1998 - Thessaloniki Film Festival
  - Premio FIPRESCI con menzione speciale
- 1998 - Sundance Film Festival
  - Premio alla regia
- 1999 - Málaga International Week of Fantastic Cinema
  - Premio come menzione speciale
- 1999 - Independent Spirit Awards
  - Miglior sceneggiatura d'esordio
- 1999 - Gotham Awards
  - Premio Open Palm al regista
- 1999 - Gijón International Film Festival
  - Grand Prix Asturia al regista
- 1999 - Florida Film Critics Circle Awards
  - Premio  FFCC rivelazione dell'anno al regista
- 1999 - Fant-Asia Film Festival
  - Terzo posto come miglior film internazionale
- 1999 - Deauville Film Festival
  - Candidato come Grand Special Prize
- 1999 - Premio Chlotrudis
  - Candidato al premio Chlotrudis Award come miglior film